# Língua cázara
A língua cázara também conhecida como cázaro ou cazare, foi uma língua falada pelos cazares, um povo turcomano semi-nómada originário da Ásia Central. Há alguns registos da língua cázara e é considerada extinta. O cázaro era uma língua turcomana; porém, não há consenso entre os académicos acerca de qual ramo das línguas turcomanas é ao que pertence. Uma hipótese acredita que pertence à rama Ogur, enquanto outros acham que pertence à rama Oguz.

## Classificação

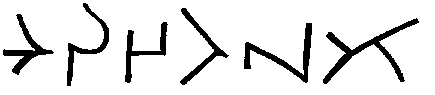
Inscrição cazare no alfabeto de Orkhon a rezar OKHQURÜM, "Eu li (isto)".

Não foi determinado se refere-se a uma tribo turcomana específica, ou se tinha uma origem mais política e geográfica mais do que etnolinguística. O reino cázaro era políglota e multicultural, com línguas iranianas, fínicas, úgricas, eslavas e caucásicas setentrionais. De acordo com informação antropológica, foi governado por mongolóides asiáticos (turcomanos, com alguns elementos europeus somáticos). As tribos turcomanas provavelmente falavam várias línguas túrquicas. Os estudiosos consideraram a possibilidade do termo cazare denotar um ou até vários línguas; embora, as fontes não podem determinar a área do seu uso.
As crónicas daquele tempo são inconclusivas acerca da filiação linguística deste idioma. Almaçudi classificou os cazares dentro dos tipos de turcomanos, e referiu que eram chamados Sabir em túrquico e Xazar em persa.  Al-Biruni, enquanto falva acerca dos Búlgaros do Volga e o sabires, disse que a língua destes últimos era "uma mistura da túrquico e cázaro". Mocadaci descreveu a língua cázara como "muito incompreensível".
Comparado com a uniformidade do Túrquico Comum, tendo Abu Ixaque mencionou "como os Turcos, todos eles, desde o oguzes toquz, os quirguizes, os quimeques, os oguzes, os carlucos, a sua língua é uma. Eles entendem-se uns aos outros; mesmo se o cázaro pertencesse ou fosse similar às línguas Ogur-Bulgáricas, era diferenciado".
A informação linguística consiste de títulos cazares (Beg, Bolušči, Ishad, Il-teber/El-teber, Qağan, Kündü Qağan, Jâwšîġr, Tarxan, Tudun, Yabgu, Yilig/Yelig), antropónimos (Itaq), e topónimos (Sarkel/Šarkil, Sarığšın/Sarığčın), a maioria de origem turcomana. As interpretações não indicam se é Túrquico Comum ou Ogur.